# الجواسيس المتنكرون
الجواسيس المتنكرون (بالإنجليزية: Spies in Disguise)‏ هو فيلم رسوم متحركة ثلاثي الأبعاد أمريكي من إنتاج استديوهات بلو سكاي و20th Century Fox Animation ، استنادًا إلى الفيلم القصير لعام 2009 "Pigeon: Impossible" للمخرج لوكاس مارتيل. الفيلم بطولة أصوات ويل سميث ، توم هولاند ، كارين جيلان ، رشيدة جونز ، دي جي خالد ، بن مندلسون وماسي أوكا. صدر الفيلم في الولايات المتحدة في 25 ديسمبر 2019، وفي الشرق الأوسط في 26 ديسمبر 2019 بلغتي الإنجليزية والعربية.

## القصة
عندما يقع حدث ويجعل العالم بأسره عُرضة للخطر، يصبح لزامًا على لانس ستيرلينج (ويل سميث)، أفضل جاسوس خارق في العالم، أن يتحد مع مخترع الأدوات والتر (توم هولاند) لإنقاذ ما يمكن إنقاذه.

### الأصوات العربية
- قصي خضر – لانس ستولنق
- تامر القاضي - والتر بيكيت
- هشام الشاذلي – كيليان
- جيسيكا كلش –  مارسي
- دعاء رياض – أعين
- إيهاب فؤاد – أذن
- طارق عبيد – كيمورا
- عائشة سليم – جويلس

## وصلات خارجية
- الجواسيس المتنكرون على موقع IMDb (الإنجليزية)
- الجواسيس المتنكرون على موقع ميتاكريتيك (الإنجليزية)
- الجواسيس المتنكرون على موقع روتن توميتوز (الإنجليزية)
- الجواسيس المتنكرون على موقع ألو سيني (الفرنسية)
- الجواسيس المتنكرون على موقع فيلمافينيتي (الإسبانية)
- الجواسيس المتنكرون على موقع قاعدة بيانات الأفلام السويدية (السويدية)
- الجواسيس المتنكرون على موقع قاعدة بيانات الفيلم (الإنجليزية)
- الجواسيس المتنكرون على موقع ليتربوكسد (الإنجليزية)
- الجواسيس المتنكرون على موقع كينوبويسك (الروسية)